# Сильная двойственность
Сильная двойственность — это условие математической оптимизации, в котором оптимальные значения для прямой и двойственной задач равны. Это противоположно понятию слабой двойственности, когда прямая задача имеет оптимальное значение, не меньшее, чем у двойственной задачи, то есть разрыв двойственности больше либо равно нулю.

## Описание
Сильная двойственность выполняется тогда и только тогда, когда разрыв двойственности равен 0.

## Достаточные условия
Достаточные условия строгой двойственности:
- {\displaystyle F=F^{**}}, где {\displaystyle F} является функцией возмущений[англ.] для прямой и двойственной задач, а {\displaystyle F^{**}} является второй сопряжённой функцией для {\displaystyle F} (следует из построения разрыва двойственности)
- {\displaystyle F} является выпуклой и полунепрерывной снизу (эквивалентно первому пункту согласно теореме Фенхеля — Моро)
- Прямая задача является задачей линейного программирования
- Условие Слейтера для задачи выпуклой оптимизации[1][2].